# Tour Total
Tour Total – wieżowiec w Paryżu, we Francji, w dzielnicy La Défense, o wysokości 190 metrów. Budynek został otwarty w 1985 i liczy 48 kondygnacji.